# 精密司法
精密司法（せいみつしほう）とは、日本における刑事訴訟の運用を指す用語で、犯罪の態様・結果・動機等を細部にわたって解明し認定しようとする運用を指す。
高名な刑事訴訟法学者である松尾浩也の造語といわれる。「ラフ・ジャスティス」としての対義語として日本の刑事司法実務を積極的に評価するニュアンスで用いられていたが、近年では、従前の実務への反省から裁判員制度が導入されることとなったことに伴い、新たな対義語として「核心司法」が提唱されている。

## 概説
日本の刑事訴訟においては、数十年にわたり、犯罪の態様、結果、動機、被害回復状況、被告人の家族環境、反省の度合いなど、詳細にわたって解明し、認定しようとする運用が行われており、これによって適切な量刑判断がなされるものと考えられてきた。「精密司法」という言葉は日本におけるかかる運用を肯定的にとらえる言葉として用いられてきた。このようなニュアンスにおける精密司法の対義語が「ラフ・ジャスティス」であった。

## 近年の精密司法
しかし近年、そのような運用においては、取り調べるべき証拠が多くなり、ひいては刑事訴訟の期間が長くなってしまう、検面調書による立証に頼りがちになる（「調書裁判」）という批判もなされるようになり、特に当時導入予定であった裁判員制度（2009年5月に導入）においては短期間の公判で判決に至る必要があることと両立しえないのではないか、という深刻な懸念も生じた。
かかる批判を受け、検察実務においては、裁判所に提出する証拠は必要最小限のものに限る運用がなされるようになり、また公判前整理手続において公判前に争点・証拠を絞ることとされるなど、運用および法制の両方において改革がなされており、このような新たな刑事訴訟のあり方は「核心司法」という言葉で表されるようになっている。
いっぽうでこのような運用に対しては、公判に提出される証拠が少なくなったことから、検察官の証拠開示義務がないことと併せて、被告人を不利な立場においている等の批判もなされている。